# دونالد جونز
دونالد جونز (بالإنجليزية: Donald Jones)‏ هو لاعب كرة قدم أمريكية أمريكي، ولد في 17 ديسمبر 1987 في بلينفيلد في الولايات المتحدة.

## وصلات خارجية
- دونالد جونز على موقع مرجع كرة القدم المحترفة.كوم (الإنجليزية)